# 佐治·薛頓
佐治·薛頓（英語：George Seaton，1911年4月17日—1979年7月28日），美國編劇、劇作家、電影導演、製片人和戲劇導演。

## 外部連結
- 在香港外語電影資料網上關於佐治·薛頓的資料（繁體中文）
- 佐治·薛頓在互联网电影资料库（IMDb）上的資料（英文）
- 佐治·薛頓在猫眼电影上的資料（简体中文）
- Geni.com上關於佐治·薛頓的資料（英文）